# Халибут Ков (Аљаска)
Халибут Ков (енгл. Halibut Cove) насељено је место без административног статуса у америчкој савезној држави Аљаска.

## Демографија
По попису из 2010. године број становника је 76, што је 41 (117,1%) становника више него 2000. године.
| Група             | 2000.      | 2010.      |
| Белци             | 34 (97,1%) | 65 (85,5%) |
| Афроамериканци    | 0 (0,0%)   | 0 (0,0%)   |
| Азијати           | 0 (0,0%)   | 0 (0,0%)   |
| Хиспаноамериканци | 0 (0,0%)   | 1 (1,3%)   |
| Укупно            | 35         | 76         |